# Ekene Ibekwe
Ekenechukwu Brian Ibekwe, detto Ekene (Los Angeles, 19 luglio 1985), è un ex cestista statunitense con cittadinanza nigeriana.

## Palmarès
- Campionato francese: 1

Élan Chalon: 2016-17